# Sekken
Sekken er en lille ø i Romsdalsfjorden i Molde kommune, Møre og Romsdal fylke i Norge. Den er 18,37 km² stor, og har ca. 150 indbyggere (2004), og ligger omkring 40 minutters færgetur fra Molde by. Det højeste punkt på øen er Tranhaugen på 304 meter.
Der går en 20 kilometer lang grusvej rundt på øen, som har børne- og ungdomsskole og børnehave, samt dagligvarebutikken Samsen, som fungerer ved hjælp af frivilligt arbejde. 
Skolen og børnehaven har flere gange været truet af nedlæggelse som følge af nedskæringer i det kommunale budget, men dette har hver gang mødt modstand og demonstrationer fra folket på øen.
Håkon Herdebrei skal være blevet dræbt af Erling Skakke i et søslag ud for Sekken i 1162, og hvert år arrangeres der en vandretur på øen til minde om dette.
Navnet Sekken har ikke noget med en sæk at gøre, men kommer fra det norøne /sæ-kinn/, som betyder noget i retning af det bratte land som stiger op fra havet. Denne egentlige betydning vises også i måden den indfødte lokalbefolkningen udtaler navnet på øen: sekkjinn. Sekken er nemlig den stejleste og højeste ø i Romsdalsfjorden, mens de andre, som Veøya og Bolsøya, er relativt flade.